# 番石榴白棒粉蝨
番石榴白棒粉蝨（学名：Aleuroclava psidii）为粉蝨科棒粉蝨屬下的一个种。